# Castell de Campdorà
El Castell de Campdorà o la Força de Campdorà és un edifici de Girona declarat bé cultural d'interès nacional.
Campdorà és un petit veïnat del municipi de Girona, que està situat al nord-est de la ciutat, a la part més enlairada de la vall que uneix les serres de Sant Miquel i Tramont, a la dreta del riu Ter. Fins a l'any 1975, any en què passà a formar part de Girona, Campdorà fou un agregat del municipi de Celrà.

## Descripció

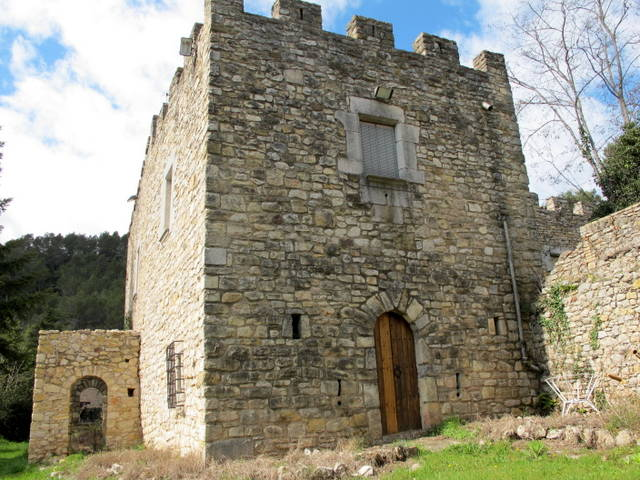
Castell de Campdorà (12 març 2013)

És un gran casal d'origen medieval amb un annex tardà emmerletat, prop de l'església de Sant Jaume de Campdorà. L'edifici està compost d'un nucli de planta quadrada amb teulat a quatre vents i coronat de finestres, que podrien ser antics merlets de defensa, als que s'ha afegit un cos en forma d' L més baix. El cos principal és de planta baixa i dos pisos, amb diferents obertures de pedra polida, algunes d'elles amb arc conopial i d'altres de llinda plana. Posteriorment se li van afegir diversos cossos al sector nord, imitant una fortificació medieval, amb materials i elements defensiu anàlegs als originals. Es conserven diverses espitlleres en tot el perímetre de l'edifici. A l'angle sud-est del recinte primitiu hi ha una torre de planta circular. És probable que en el subsòl es conservin restes de l'edifici original.

## Història
És un castell termenat, en el que la primera notícia data del 1148. Al segle x exercia drets senyorials el bisbe de Girona i els senyors dels castells d'Hostoles i Puig-alder. Del 1148 al 1166 la família Sitjar de Girona rebé el terme en sub-feu. L'any 1266 adquireix el castell en Ramon Renal de Girona. L'any 1287 comprà a Pere de Palafolls els drets del delme sobre el terme. Al 1493, Maria Sitjar el ven a Joan Capmany de Girona. Aquest aconseguí del rei Ferran el Catòlic un diploma acreditatiu que convertirà l'antiga casa forta en un veritable castell principal.
El domini dels Campmany s'acabarà l'any 1621 i passarà al gironí Miquel Colomer. Després de dues generacions, la manca de descendència determinà el pas de la propietat a una neboda, Marianna Soler, casada amb Francesc de Miquel. El 1742, Pere de Miquel, fill de Francesc, mor sense fills i la propietat passà a la seva esposa Ermerenciana qui es va casar en segones núpcies. Després de nombrosos plets amb els parents del primer marit, el 1757 Ermerenciana deixà el castell a l'Antic Hospital de Santa Caterina de Girona.
Posteriorment passà a Pere Miquel que el llegà a l'hospital de Santa Caterina de Girona. Joan Baptista Muntada i Macau el comprà el 1950 per restaurar-lo. Joan Baptista Muntada i Macau, advocat, llicenciat en Filosofia i Lletres, poeta premiat als Jocs Florals, fundador del Partit Nacionalista Català, conegut de Companys, Carrasco i Formiguera i Francesc Macià, exjutge republicà, exiliat i lletrat influent, va comprar el castell pocs anys després de tornar de l'exili. Els sostres estaven ensorrats i la ruïna era total però va anar recuperant l'edifici tot respectant els seus orígens, alhora que completava la decoració amb una gran quantitat d'obres d'art i mobles restaurats.